# Bộ Nhựu (禸)
Bộ Nhựu, bộ thứ 114 có nghĩa là "vết chân" là 1 trong 23 bộ có 5 nét trong số 214 bộ thủ Khang Hy.
Trong Từ điển Khang Hy có 12 chữ (trong số hơn 40.000) được tìm thấy chứa bộ này.

## Tự hình Bộ Nhựu (禸)

Tiểu triện

## Chữ thuộc Bộ Nhựu (禸)
| Số nét bổ sung | Chữ            |
| -------------- | -------------- |
| 0              | 禸/nhựu/       |
| 4              | 禹/vũ/ 禺/ngu/ |
| 6              | 离/ly/         |
| 7              | 禼/tiết/       |
| 8              | 禽/cầm/        |